# Dicyclocoryne
Dicyclocoryne is een geslacht van neteldieren uit de  familie van de Corynidae.

## Soort
- Dicyclocoryne filamentata (Annandale, 1907)